# 艾伯特·奥尔登
艾伯特·奥尔登（英語：Albert Alden，1887年11月6日—1965年6月25日），英国男子自行车运动员。他曾代表英国参加1920年和1924年夏季奥林匹克运动会自行车比赛，其中1920年奥运会获得二枚银牌，1924年奥运会获得一枚银牌。